# Wonck
Wonck (Nederlands: Wonk) is een dorp in de Belgische provincie Luik en een deelgemeente van de gemeente Bitsingen. Het was een zelfstandige gemeente tot het bij de fusie van 1977 toegevoegd werd aan de gemeente Bitsingen. Tot 1963 maakte Wonck deel uit van de provincie Limburg maar het werd bij de definitieve vastlegging van de taalgrens overgeheveld naar de provincie Luik.

## Demografische ontwikkeling
- Bronnen:NIS, Opm:1831 tot en met 1970=volkstellingen, 1976= inwoneraantal op 31 december

## Natuur en landschap
Wonck ligt in het dal van de Jeker. De dorpskom ligt ten noorden van de weg van Bitsingen naar Eben-Emael die parallel langs de Jeker loopt. Ook de spoorlijn van Tongeren naar Aken doorkruist de deelgemeente. Tot 1957 had Wonck zijn eigen station langs de spoorlijn. Wonck is een landbouwdorp in Droog-Haspengouw dat zich stilaan ontwikkelde tot een woondorp. Landbouw is er vooral aanwezig in de vorm van akkerbouw, veeteelt en fruitteelt.

## Galerie

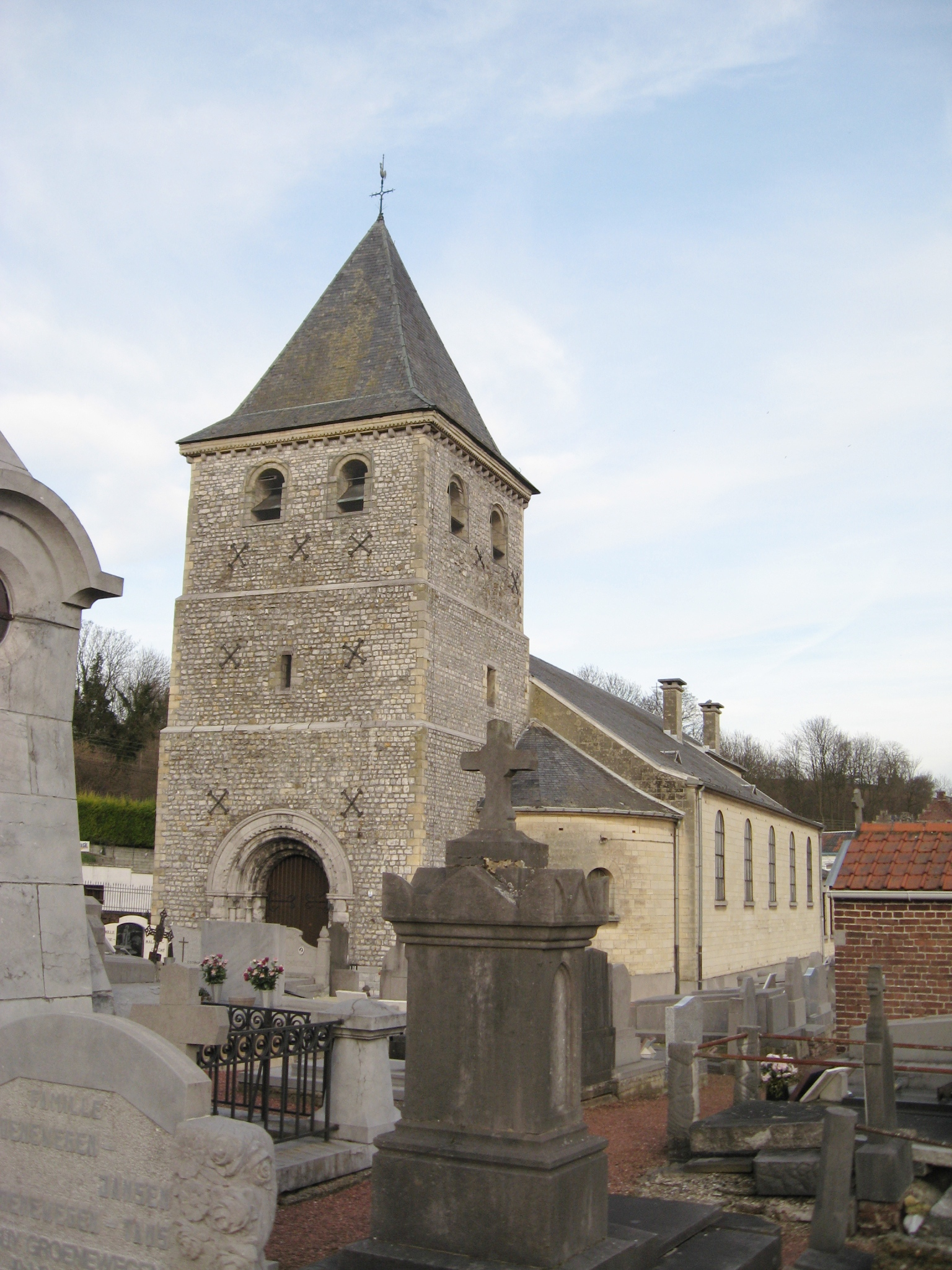
De Sint-Lambertuskerk
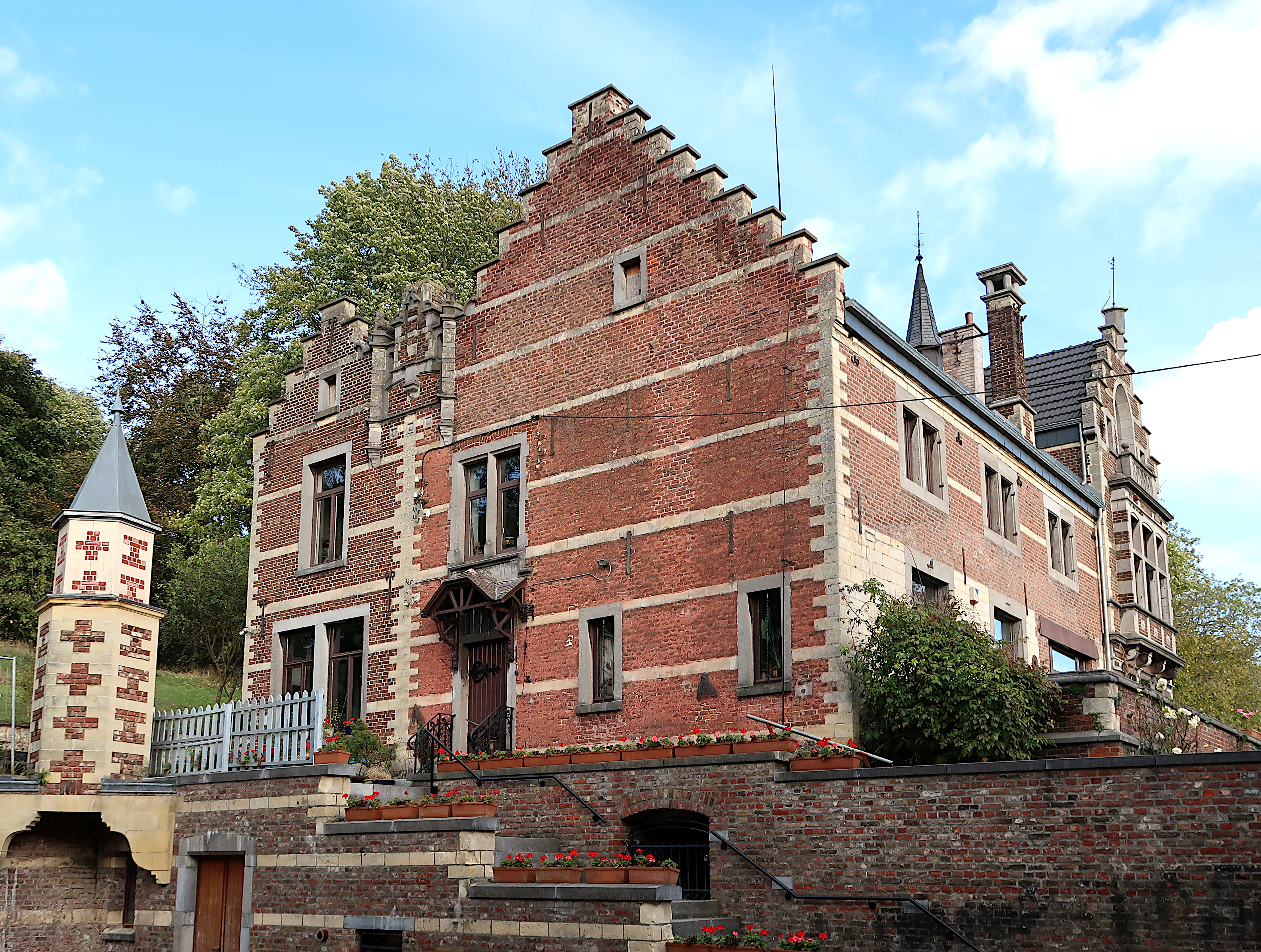
Pastorie uit 1738
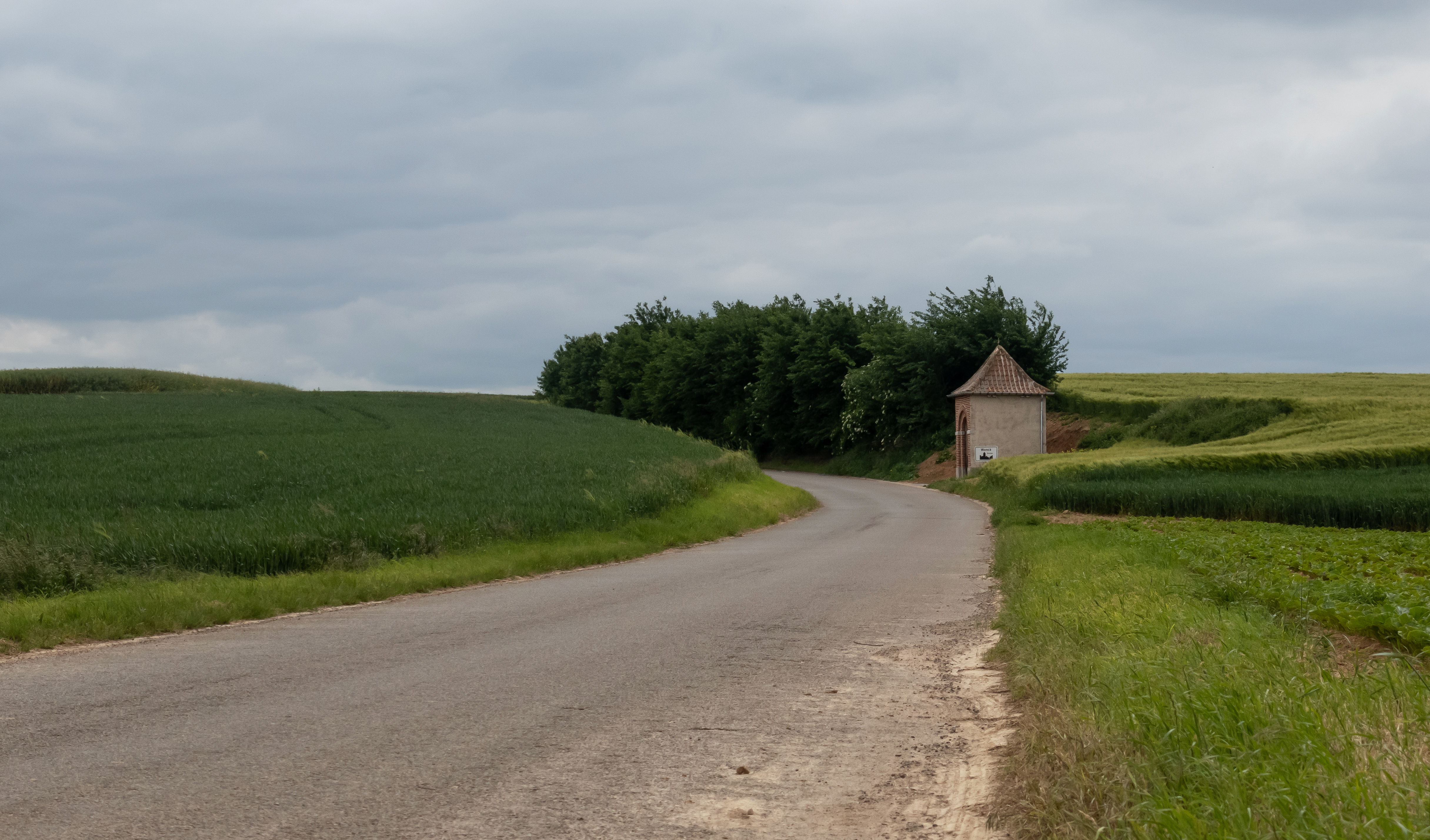
Kapel in de heuvels
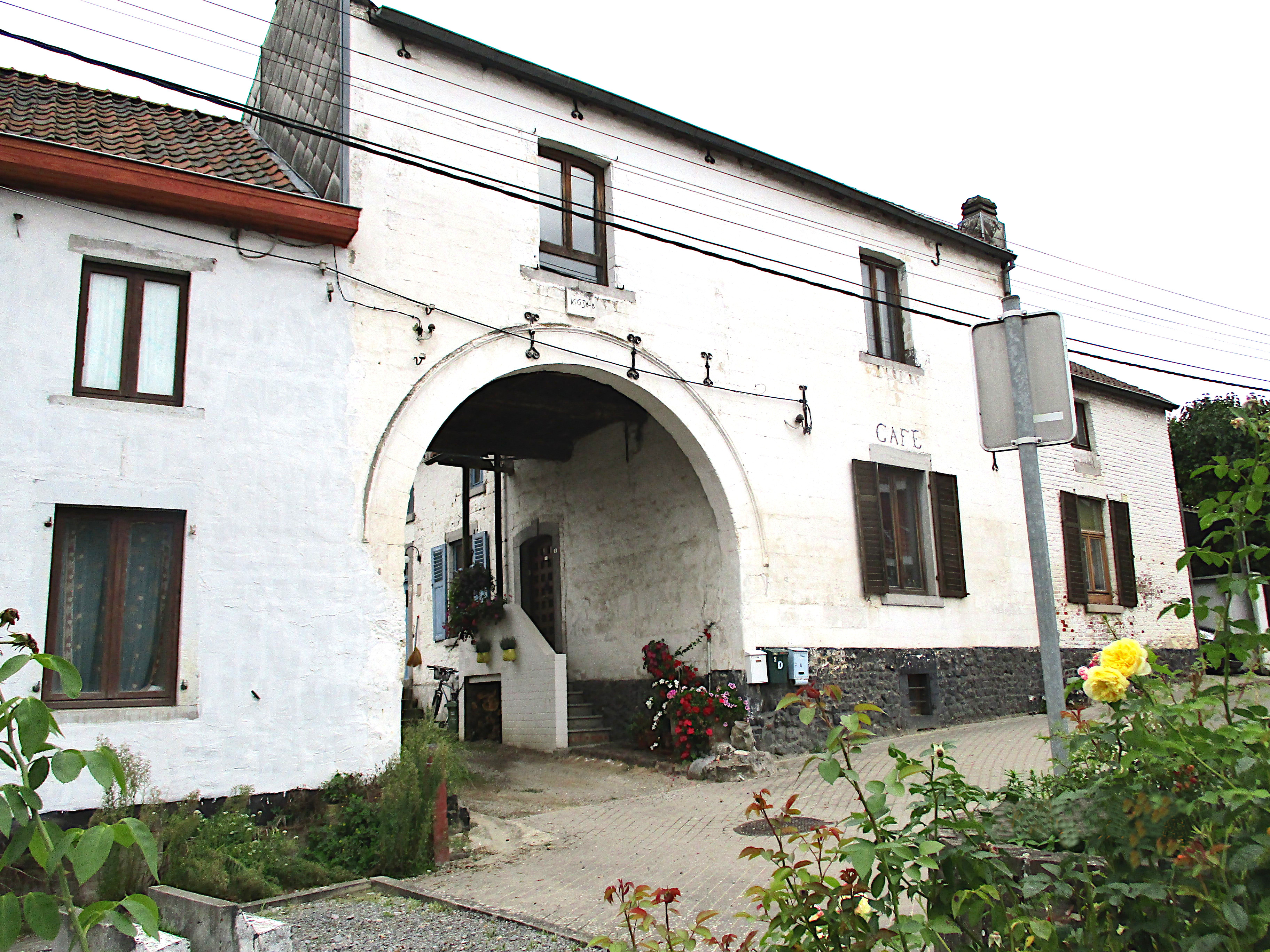
Boerderij uit 1633 in het centrum
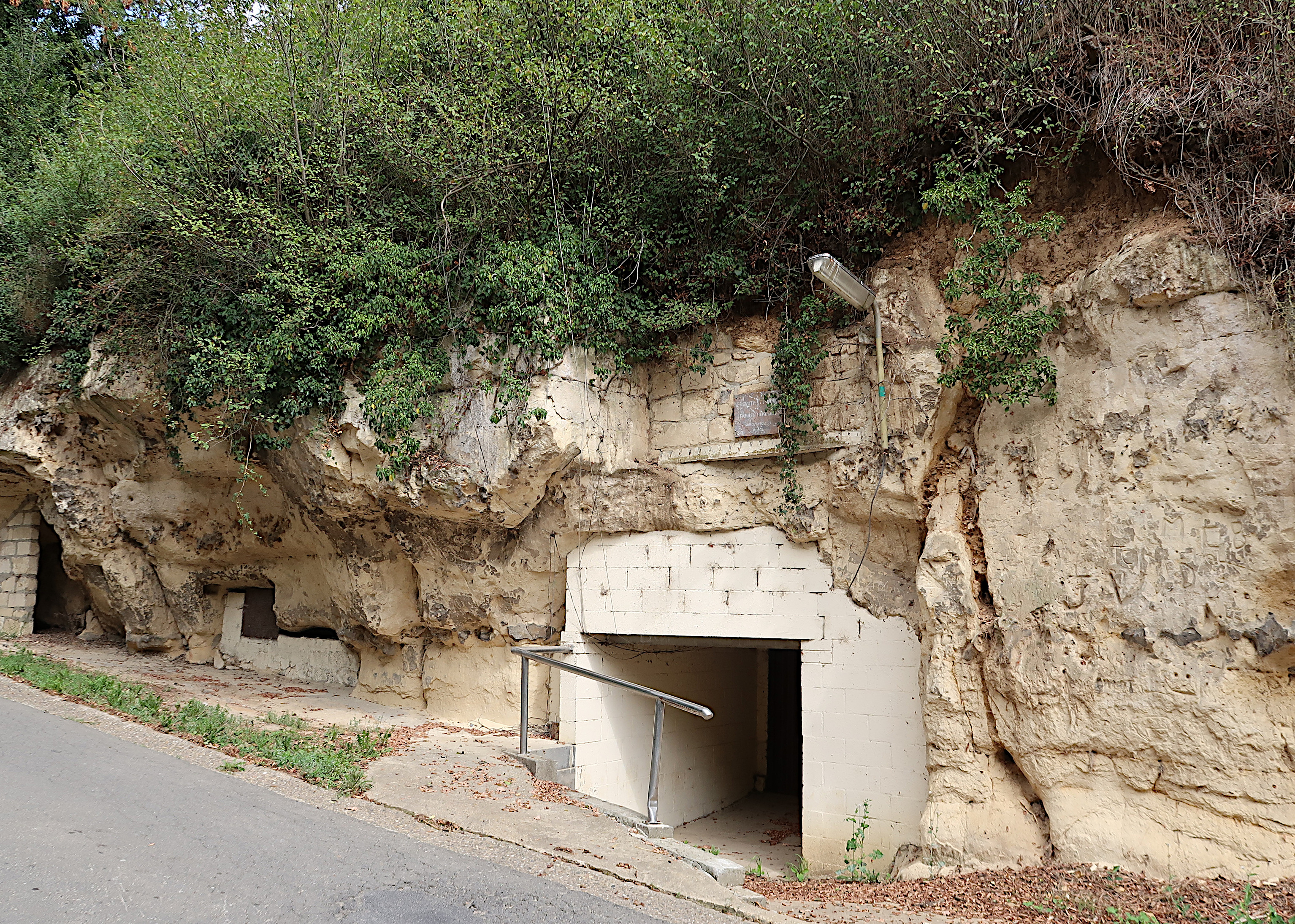
"Grotten van Wonck", vroegere mergelgroeve, later champignonkwekerij en feestzalen
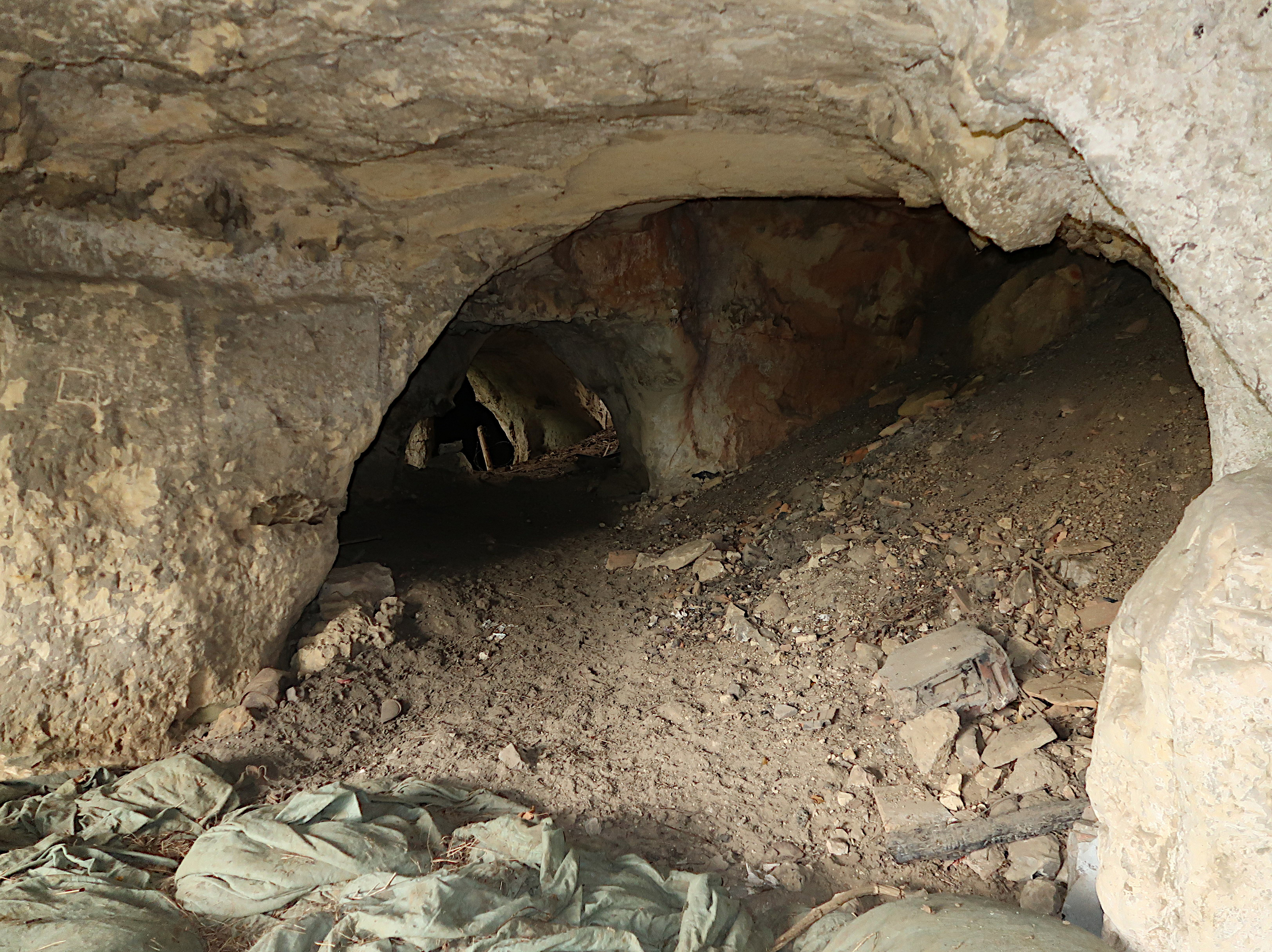
"Grotte des Goffettes", vroegere vuursteenmijn en mergelgroeve
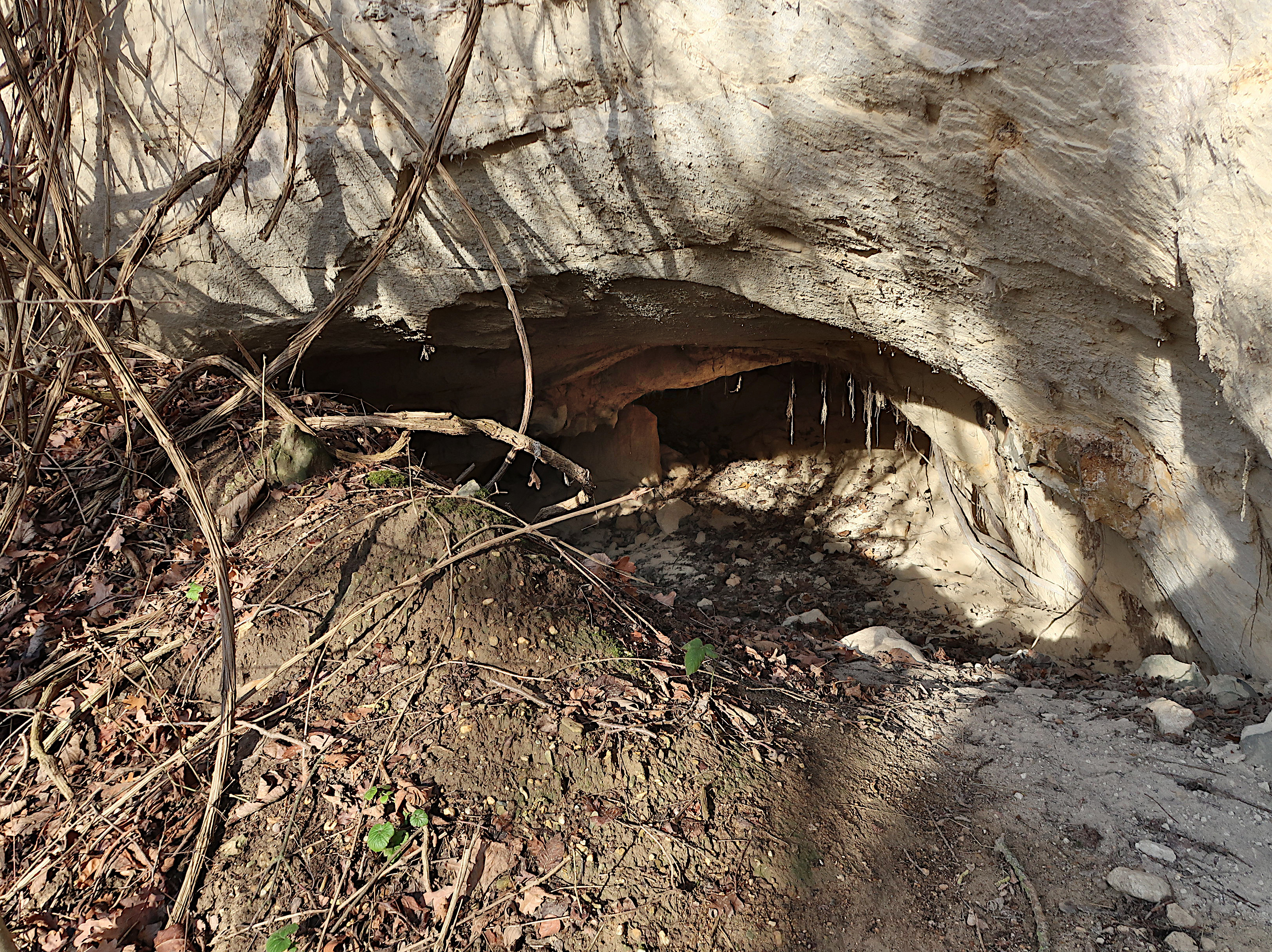
Vroegere ondergrondse vuursteen- en mergelgroeve van So Hée (dessus Hée).

## Bezienswaardigheden
- De neoromaanse Sint-Lambertuskerk met een romaanse toren uit de 12de eeuw. De toren werd in 1948 beschermd als monument. In de kerk bevindt zich een romaans doopvont uit de 12de eeuw.
- De pastorie is gebouwd in renaissancestijl en dateert uit 1738 en werd in 1906 uitgebreid in neorenaissancestijl.
- Er is nog een aantal gesloten hoeven uit de 18de en de 19de eeuw
- De Moulin Jorissen is een watermolen op de Jeker die reeds werd vermeld voor 1300. De huidige gebouwen dateren van omstreeks 1830.
- De Moulin Deborre is eveneens een watermolen met een onderslagrad op de Jeker en dateert van 1716.
- Meerdere voormalige ondergrondse mergel- en vuursteengroeves, nog beperkt in gebruik als champignonkwekerij.

Deelgemeenten: Bitsingen · Boirs · Eben-Emael · Glaaien · Rukkelingen-aan-de-Jeker · Wonck

Gehucht: Lava

Belgische gemeenten · arrondissement Luik · provincie Luik · Wallonië